# Wagneriana silvae
Wagneriana silvae är en spindelart som beskrevs av Levi 1991. Wagneriana silvae ingår i släktet Wagneriana och familjen hjulspindlar. Inga underarter finns listade i Catalogue of Life.